# Perudina
Perudina este o localitate din comuna Črnomelj, Slovenia, cu o populație de 52 de locuitori.